# 準ノルム
数学の線型代数学や函数解析および関連する分野における準ノルム（じゅんノルム、英: quasinorm）とは、ノルムと類する概念であり、三角不等式を除いたノルムの公理を満たす。また三角不等式の成立は、ある {\displaystyle K>1} に対する不等式
{\displaystyle \|x+y\|\leq K(\|x\|+\|y\|)}
の成立に置き換えられる。半ノルムや擬ノルムとは異なる概念である（それらでは正定値性のみが満たされない）。

## 関連する概念
関連する準ノルムを備えるベクトル空間は準ノルムベクトル空間（quasinormed vector space）と呼ばれる。
完備準ノルムベクトル空間は準バナッハ空間（quasi-Banach space）と呼ばれる。
準ノルム空間 {\displaystyle (A,\|\cdot \|)} が準ノルム多元環（quasinormed algebra）であるとは、ベクトル空間 A が多元環であり、すべての {\displaystyle x,y\in A} に対して次を満たすある定数 K > 0 が存在することをいう。
{\displaystyle \|xy\|\leq K\|x\|\cdot \|y\|}
完備準ノルム多元環は準バナッハ環（quasi-Banach algebra）と呼ばれる。